# Стефан Берон
Стефан Русков Беро̀н е български търговец, дарител, просветител и общественик, почетен член на Българското книжовно дружество.

## Биография
Роден е през 1820 г. в Котел. Племенник е на Петър Берон и брат на търговеца Атанас Берон. Преселва се в Крайова и Калафат преди Кримската война. Работи като съдружник на Петър Берон, по-късно става самостоятелен търговец и арендатор на чифлици. Подпомага материално националното революционно движение. По време на Кримската война за кратко е заточен в Диарбекир. След това се установява в Браила, където е настоятел на българското училище. Той е сред инициаторите на Българското книжовно дружество, на което е спомагателен член и член на настоятелството му. От 1871 г. е член на комитета по управление на имуществото на Петър Берон. Осъществява връзки с Христо Ботев, Георги Раковски и други революционери. Подпомага български младежи, учещи в чужбина. Доставя дрехи и провизии за българското опълчение по време на Руско-турската война през 1877 – 1878 г. Дарител е на българската църква в Браила, на Одринската епархия, на църкви и училища в Македония, подпомага възстановяването на Котел след опожаряването му. 
След Освобождението е депутат в Учредителното събрание в Търново през 1879 г. Избран като представител на Българското книжовно дружество в Браила. През 1885 г., по време на Сръбско-българската война се установява със семейството си в Лом, където открива и поддържа със собствени средства болница.
Умира на 16 май 1898 г. в Браила.
Удостоен е с руски, румънски, гръцки и италиански ордени за благотворителната си дейност. През 1884 г. получава орден „Свети Александър“ III степен.